# Roberts (Wisconsin)
Roberts è un comune degli Stati Uniti d'America, situato in Wisconsin, nella contea di St. Croix.